# Moresprudentie

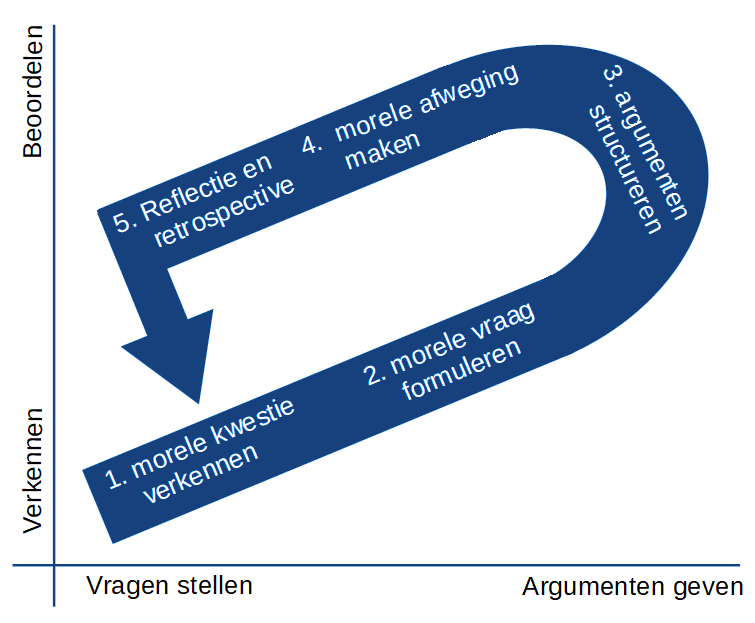
Vijf stappen om een moreel beraad te beginnen, doelgericht te werken en af te ronden om zo te komen tot moresprudentie. Eerst vragen stellen en verkennen, dan argumenten geven, daarna beoordelen en tot slot de moresprudentie: terugkijken om bij een ander (soortgelijk) ethisch / moreel dilemma tot een betere afweging te komen

Moresprudentie is het leren van afwegingen en keuzes bij ethische dilemma’s om in nieuwe (vergelijkbare) situaties het goede te doen. 

## Betekenis van het woord
Het woord moresprudentie werd door Raoul Wirtz in september 2004 geïntroduceerd in het blad Audit Magazine: ‘Net als er een voortgaand verslag bestaat van de toepassingspraktijk van het recht, die systematisch wordt neergelegd in jurisprudentie, zou ook het gesprek over integriteit en alle afwegingen, keuzes en beslissingen moeten worden opgetekend. We zouden dit met een beetje fantasie 'moresprudentie' kunnen noemen’.
We herkennen in het woord moresprudentie de twee woorden mores en prudentie.
Mores: een mos (Latijn; het meervoud mores is algemener) is een ongeschreven regel of gebruik dat binnen een bepaalde context geldt. Het woordenboek Van Dale definieert het in een van zijn edities ook wel als "zeden, gebruiken, conventies". De uitdrukking iemand mores leren betekent letterlijk "iemand de gebruiken leren", oftewel iemand (hardhandig) terechtwijzen.
Het woord 'prudentie' komt uit het latijn: prudentia en wijst op:
- Voorzienigheid, wijsheid.
- Voorzichtigheid, verstandig oordeel, beleid.

Bij de samenvoeging van mores – gebruik; hoe het hoort – en prudentie – verstandig beleid - tot ‘moresprudentie’ kan dit woord nader ingevuld worden: op basis van eerdere mores of morele oordeelsvorming verstandig nieuw beleid of verstandige nieuwe keuzes uitwerken. Of: leren van afwegingen en keuzes bij ethische dilemma’s om in nieuwe (vergelijkbare) situaties het goede te doen.  Het ‘goede’ wil overigens niet per se zeggen ‘hetzelfde’.
Daarmee komen we op het al genoemde begrip jurisprudentie, waarvan moresprudentie is afgeleid.  Jurisprudentie verwijst naar eerdere uitspraken van rechters en daarmee naar rechtswetenschap of de toepassing van het recht: ‘besluitvorming’ als feitelijke rechtsbron. Jurisprudentie beoogt ook dat wordt geleerd van eerdere gerechtelijke uitspraken en om op basis daarvan het goede te doen. Maar hier wordt wel gestreefd om in vergelijkbare gevallen zoveel als mogelijk ‘hetzelfde’ te doen; tot dezelfde uitspraak/beslissing te komen. 
Moresprudentie verwijst daarentegen niet naar eerdere besluitvorming, maar naar eerdere oordeelsvorming of moreel beraad over een bepaalde morele vraag of ethisch dilemma. En dan biedt het ruimer dan bij jurisprudentie in vergelijkbare gevallen vooral houvast. Houvast onder andere in de vorm van verwijzing naar de beroepsethiek – beschreven in een beroepscode - van de betreffende beroepsgroep. Moresprudentie biedt dus bij afwegingen in nieuwe dilemma’s bruikbare argumenten, (beroeps-)normen en handelingsalternatieven.  
Buitink, c.s. (2012/2019) bevestigen de genoemde ‘houvast’ vanwege herkenbare afwegingsfactoren: ‘Moresprudentie is het systematisch verzamelen van morele afwegingen, beslissingen en keuzes die in de beroepspraktijk gemaakt worden. Moresprudentie komt tot stand middels een moreel beraad en biedt houvast in nieuwe vergelijkbare gevallen; veel afwegingsfactoren zijn herkenbaar.’
De Nederlandse Beroepsorganisatie van Accountants (NBA) refereert naar het geheel van uitspraken van professionals over de 'goede wil en manier van doen': ‘Zoals jurisprudentie als term wordt gebruikt voor de verslaglegging van de toepassingspraktijk van het recht, zo kan de term moresprudentie gebruikt worden voor de verslaglegging van de toepassingspraktijk van de professionele moraal.’
Ook de NBA benoemt het aspect van ‘houvast’: ‘Moresprudentie heeft als doel om houvast te bieden bij het omgaan met morele vraagstukken in werksituaties. Moresprudentie bestaat bijvoorbeeld uit een verzameling van argumenten, een visie op de zwaarte van de argumenten en een handelingsrepertoire bij specifieke casuïstiek.’
Verstegen (2015) meent vanwege de impliciete analogie met jurisprudentie dat het bij moresprudentie zou moeten gaan om ‘vastgelegde gezaghebbende uitkomsten van moreel beraad’. Verstegen zet de vergelijking met jurisprudentie door; hij zegt dat in het recht op basis van rechterlijke uitspraken zo nodig ‘nieuwe aanvullende normatieve regels’ worden ontwikkeld; ‘in analogie met jurisprudentie mag je als de kernfunctie van moresprudentie redelijkerwijs verwachten dat ook deze leidt tot nieuwe, aanvullende normatieve richtlijnen, die richting geven in toekomstige, soortgelijke morele vragen.’
Verstegen pleit er voor dat er bij moreel beraad ‘zorgvuldigheidsnormen in acht worden genomen’. Deze ‘vormen de grondslag voor de morele autoriteit van de vastgelegde uitkomsten.’
Ten behoeve van die zorgvuldigheidsnormen worden ‘Stappenplannen’ geïntroduceerd; stappen waarlangs moreel beraad tot moresprudentie kan leiden (Buitink, c.s. 2019).
Het woord moresprudentie is (nog) niet te vinden in een woordenboek, maar wordt al wel regelmatig gebruikt.

## Gebruik

### Accountancy
De Nederlandse Beroepsorganisatie van Accountants (NBA) stimuleert concreet moreel beraad binnen deze beroepsgroep. De verslaglegging van uitkomsten van moreel beraad levert nieuwe inzichten op over de werking van de gedrags- en beroepsregels binnen de beroepsgroep.

### Sociaal werk
In het sociaal werk vroeg Lia van Doorn, Lector Innovatieve Maatschappelijke Dienstverlening, Kenniscentrum Sociale Innovatie aan de Hogeschool Utrecht in 2008 aandacht voor meer systematische morele oordeelsvorming: ‘Elke cliënt en elke situatie is uniek en er zijn weinig blauwdrukken voor ‘hoe te handelen’ . Routines worden slechts langzaam ontwikkeld, en in relatieve stilte. Totdat het misgaat en er doden vallen. Dan worden sociaal werkers die zich in een wespennest hebben gewaagd, aan de schandpaal genageld, voor de rechter gedaagd en persoonlijk aansprakelijk gesteld’.
Haar Lectoraat Innovatieve Maatschappelijke Dienstverlening zette een ‘moresprudentieproject’ op, met als doel morele de oordeelsvorming in de beroepspraktijk van sociale professionals te bevorderen en zichtbaar te maken.
De Beroepsvereniging van Professionals in Sociaal Werk (BPSW) geeft een gratis oriënterende brochure ‘Van Beroepscode naar Moresprudentie’ uit, werkte mee aan de realisering van een boek over moresprudentie, heeft een spreekuur voor ethische en juridische vragen en stimuleert via trainingen morele oordeelsvorming.
Het beroepsregister voor Sociaal Werkers in de sector Welzijn & Maatschappelijke Dienstverlening heeft een ethische commissie ingericht die professionals adviseert bij hun afwegingen en hun reflectie op de beroepspraktijk. Sociaal werkers kunnen advies van deze commissie vragen. 
Daarnaast geldt voor sociaal werkers die lid zijn van de BPSW, respectievelijk vrijwillig of verplicht (jeugd- en gezinsprofessionals) staan ingeschreven in hun beroepsregister dat zij vallen onder het tuchtrecht en kunnen leren van uitspraken van het tuchtcollege. Dit gaat ook over klachten waarbij sprake was van ethische dilemma’s.

### Bankensector
Een derde sector waar het begrip moresprudentie in zwang is geraakt is de bankwereld. Zo kent de Rabobank een ethische commissie, waar ethische vragen/kwesties uit de praktijk worden besproken. De moresprudentie die dit oplevert worden als niet bindende adviezen aan medewerkers verstrekt.